# Toquí de Santa Marta
El toquí de Santa Marta (Atlapetes melanocephalus) és un ocell de la família dels passerèl·lids (Passerellidae).

## Descripció
Mesura 17 cm de longitud. El cap és negre, amb una taca platejada a la galta. Les parts superiors són de color marró olivaci, amb una taca a les espatlles color castany; les parts inferiors són grogues.

## Hàbitat i distribució
Espècie endèmica, habita bosc humit i boscos secundaris de Sierra Nevada de Santa Marta, al nord-est de Colòmbia entre els 1.500 i 3.200 m d'altitud.